# Doka Madureira
Francisco Lima da Silva, conhecido como Doka Madureira ou Doka, (Sena Madureira, 11 de fevereiro de 1984) é um ex-futebolista brasileiro que atuava como atacante.

## Carreira
Iniciou sua carreira nas categorias de base do Rio Branco, teve passagens pelo Bahia e  Goiás até se transferir para jogar no futebol da Bulgária.

No final de 2008 foi contratado pelo PFC Litex Lovech da Bulgária onde jogou por  três anos.
No ínicio da temporada 2011/2012 foi contratado pelo time turco İstanbul Büyükşehir Belediyesi S.K. por 2 milhões de euros, onde jogou mais três temporadas.[carece de fontes?]
Na temporada 2014/2015 foi transferido para o Istanbul B.B. onde jogou mais três temporadas.
Seu último time em terras otomanas foi o Ankaragücü.
Em 24 de abril de 2019, o Atlético Acreano anunciou que o Madureira havia ingressado no clube.
Em seu retorno ao Brasil tem saltado de time em time tais como Galvez EC, Atlético-AC e Rio Branco.

## Controvérsias
Doca Madureira registrou uma queixa crime na Delegacia de Sena Madureira,  contra seu primo, o também ex-jogador José Maria Carneiro, conhecido como Neném. Ele informou que o primo estaria aplicando golpes usando o seu nome, para realizar apostas em bancas de jogos. Doka ficou sabendo do fato após amigos caírem no golpe e avisá-lo.

## Títulos
Rio Branco[carece de fontes?]
- Campeonato Acriano: 2004, 2005, 2007, 2008

Litex Lovech[carece de fontes?]
- Campeonato Búlgaro: 2010, 2011
- Copa da Bulgária: 2009
- Supercopa da Bulgária: 2010